# Hideki Tōjō
Hideki Tōjō (東條 英機, Tōjō Hideki) né le 30 décembre 1884 et mort le 23 décembre 1948 est un général et homme d'État japonais. Il fut le Premier ministre de l'empire du Japon durant la Seconde Guerre mondiale, de 1941 à 1944, et fut condamné à mort par le Tribunal de Tokyo. Il fait partie des 14 criminels de guerre de classe A vénérés au sanctuaire Yasukuni. Bien qu'il ne soit pas l'homme qui a orchestré l'attaque de Pearl Harbor, il est souvent considéré comme l'officiel qui l'a ordonnée.

## Jeunesse
Hideki Tōjō est né à Tokyo (Japon), en 1884. Il était le troisième fils de Hidenori Tōjō, un général de division dans l'Armée impériale japonaise (IJA), issu d'une famille de samouraïs qui intègre la nouvelle classe de la shizoku. Les deux grands frères de Tōjō moururent avant sa naissance. En 1909, il se maria avec Katsuko Itō, avec qui il eut trois fils et quatre filles.
Tōjō a reçu une éducation typique de la jeunesse japonaise de l'ère Meiji. Le but du système éducatif Meiji était de former les garçons à devenir des soldats à l'âge adulte, et le message était sans relâche inculqué aux étudiants japonais que la guerre était la plus belle chose au monde, que l'empereur était un dieu vivant et le plus grand honneur pour un Japonais était de mourir pour l’empereur. Les filles japonaises apprenaient que le plus grand honneur pour une femme était d'avoir autant de fils que possible qui pouvaient mourir pour l'empereur en temps de guerre. En tant que garçon, Tōjō était connu pour son entêtement, son manque de sens de l'humour, son caractère opiniâtre et combatif qui aimait se battre avec les autres garçons et sa façon tenace de poursuivre ce qu'il voulait. Les écoles japonaises de l’ère Meiji étaient très compétitives et il n’y avait aucune tradition de sympathie pour ceux qui échouaient, qui étaient souvent intimidés par les enseignants. Ceux qui l'ont connu au cours de ses années de formation l'ont considéré comme étant d'intelligence moyenne seulement. Cependant, il était connu pour compenser son manque d’intelligence par une volonté de travailler extrêmement dur. Le héros de l'enfance de Tōjō était le shogun Tokugawa Ieyasu qui a émis l'injonction : « Évitez les choses que vous aimez, tournez votre attention vers des tâches désagréables ». Tōjō aimait dire : « Je suis juste un homme ordinaire ne possédant aucun talent brillant. Tout ce que j'ai accompli, je le dois à ma capacité de travailler dur et de ne jamais abandonner ». En 1899, Tōjō s'inscrit à l'École des cadets de l'Armée.
En 1899, Hideki entra à l’école des cadets de l’armée. Lorsqu'il obtint son diplôme de l'Académie militaire japonaise (10e sur 363 cadets) en mars 1905, il fut nommé sous-lieutenant dans l'infanterie de l'IJA. Tōjō partagea l'indignation générale du Japon face au traité de Portsmouth, qui mit fin à la guerre avec la Russie, car la guerre ne s'était pas terminée avec l'annexion de la Sibérie par le Japon lors du traité de Portsmouth. En effet, de nombreux Japonais étaient furieux de la façon dont les Américains avaient apparemment trompé le Japon, car les gains japonais dans le traité étaient bien inférieurs à ce que l'opinion publique avait prévu. Très peu de Japonais à l’époque avaient compris que la guerre contre la Russie avait poussé leur nation au bord de la faillite, et la plupart des Japonais pensaient que le président américain Theodore Roosevelt, qui avait négocié le traité de Portsmouth, avait privé le Japon de ses gains légitimes. La colère de Tōjō face au traité de Portsmouth lui a laissé une aversion constante envers les Américains. En 1909, il épousa Katsuko Ito, avec qui il eut trois fils (Hidetake, Teruo et Toshio) et quatre filles (Mitsue, Makie, Sachie et Kimie),.

## Carrière militaire

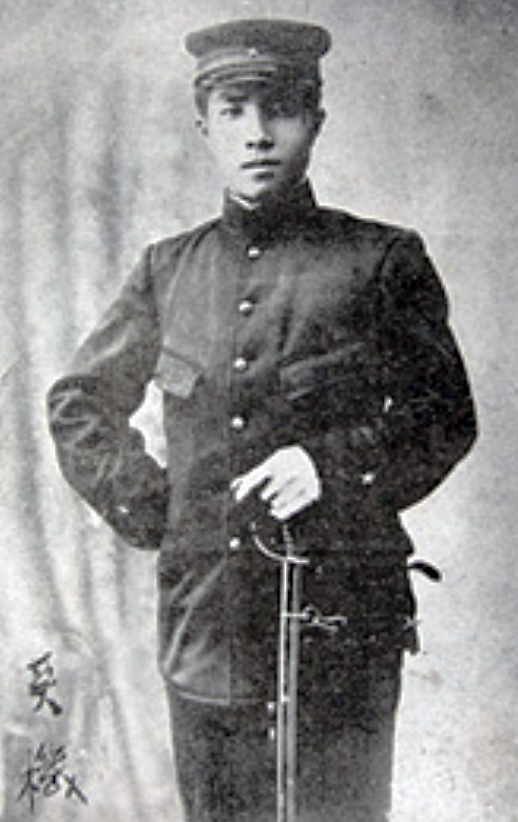
Le jeune Hideki Tojo en uniforme militaire.

### Premier service en tant qu'officier
Après avoir obtenu son diplôme de l'Académie militaire japonaise (classé 10e sur 363 cadets) en mars 1902, il fut nommé sous-lieutenant dans l'infanterie de l'IJA. En 1918-1919, il sert brièvement en Sibérie au sein du corps expéditionnaire japonais envoyé pour intervenir dans la guerre civile russe. Il sert comme attaché militaire japonais en Allemagne entre 1919 et 1922. Comme l'armée impériale japonaise avait été formée par une mission militaire allemande au 19e siècle, l'armée japonaise a toujours été très fortement influencée par les développements intellectuels de l'époque. L'armée allemande et Tōjō ne faisaient pas exception. Dans les années 1920, l’armée allemande favorisait la préparation de la prochaine guerre en créant un Wehrstaat (État de défense) totalitaire, une idée qui fut reprise par l’armée japonaise sous le nom d’« État de défense nationale ». En 1922, alors qu'il rentrait chez lui au Japon, il traverse les États-Unis en train, sa première et unique visite en Amérique, ce qui lui laisse l'impression que les Américains étaient un peuple matérialiste et doux, voué uniquement à gagner de l'argent et à des activités hédonistes, des activités comme le sexe, la fête et (malgré la Prohibition) la consommation d'alcool.
Tōjō se vantait que son seul passe-temps était son travail, et il rapportait habituellement ses papiers à la maison pour travailler tard dans la nuit et refusait de participer à l'éducation de ses enfants, ce qu'il considérait à la fois comme une distraction de son travail et du travail d'une femme. Il demande à sa femme de s'occuper de ses enfants. Homme sévère et sans humour, il était connu pour ses manières brusques, son obsession de l'étiquette et pour sa froideur. Comme presque tous les officiers japonais à l'époque, il giflait régulièrement les hommes sous son commandement lorsqu'il donnait des ordres. Il a déclaré que les gifles étaient un « moyen de former » des hommes issus de familles ne faisant pas partie de la caste des samouraïs et pour qui le bushido n'était pas une seconde nature.
En 1924, Tōjō fut grandement offensé par la loi sur le contrôle de l'immigration, adoptée par le Congrès américain. Il interdit toute immigration asiatique aux États-Unis, de nombreux représentants et sénateurs affirmant ouvertement que cette loi était nécessaire parce que les Asiatiques travaillaient plus dur que les Blancs. Il écrit avec amertume à l'époque que les Américains blancs n'accepteraient jamais les Asiatiques comme égaux : « Cela [la loi sur le contrôle de l'immigration] montre comment les forts feront toujours passer leurs propres intérêts en premier. Le Japon aussi doit être fort pour survivre dans le monde. »
En 1928, il est chef du bureau de l'armée japonaise et est peu après promu colonel. Il commence à s'intéresser à la politique militariste lorsqu'il commande le 8e régiment d'infanterie. Reflétant l'imagerie souvent utilisée au Japon pour décrire les personnes au pouvoir, il dit à ses officiers qu'ils devaient être à la fois un « père » et une « mère » pour les hommes sous leurs commandements.
Dans les années 1920, Tōjō est membre du Tōseiha (« groupe de contrôle », pour reprendre le nom que lui donnèrent ses adversaires), en compagnie de Kazushige Ugaki, Hajime Sugiyama, Kuniaki Koiso, Yoshijirō Umezu et Tetsuzan Nagata. Ils représentaient l'aile conservatrice modérée en opposition au Kōdōha (« groupe de bienveillance impérial »), guidé entre autres par Sadao Araki, dont l'objet était le renversement des structures en place et la dissolution des zaibatsu. Les deux factions étant issues de la Société de la Double Feuille, une société secrète adepte de l'ultranationalisme.
Tōjō visitait souvent les maisons des hommes sous son commandement, aidait ses hommes avec des problèmes personnels et accordait des prêts aux officiers à court d'argent. Comme beaucoup d'autres officiers japonais, il n'aimait pas l'influence culturelle occidentale au Japon, qui était souvent décriée comme ayant abouti à l'ero-guro-nansensu (« érotisme, grotesque et absurdité ») car il se plaignait de formes de « décadence occidentale » comme les jeunes couples se tenant la main et s'embrassant en public, qui sapaient les valeurs traditionnelles nécessaires au maintien du kokutai.

### Promotion au haut commandement de l'armée
En 1934, Hideki est promu général de division et sert comme chef du département du personnel au sein du ministère de l'Armée. Tōjō écrit un chapitre du livre Hijōji kokumin zenshū (Essais en temps d'urgence nationale), un livre publié en mars 1934 par le ministère de l'Armée appelant au Japon à devenir un « État de défense nationale » totalitaire. Ce livre de quinze essais rédigés par des généraux supérieurs affirmait que le Japon avait vaincu la Russie lors de la guerre de 1904-1905 parce que le bushidō avait donné aux Japonais une volonté supérieure car les Japonais ne craignaient pas la mort contrairement aux Russes qui voulaient vivre, et ce qu'il fallait pour gagner l'inévitable prochaine guerre (contre qui précisément le livre ne disait pas) était de répéter l'exemple des Russes. La guerre japonaise à une bien plus grande échelle en créant un « État de défense nationale » pour mobiliser la nation entière dans la guerre. Dans son essai, Tōjō écrit « La guerre moderne de défense nationale s'étend sur un grand nombre de domaines » nécessitant « un État capable de contrôler de manière monolithique » tous les aspects de la nation dans les sphères politique, sociale et économique. Tōjō attaque la Grande-Bretagne, la France et les États-Unis pour avoir mené une « guerre idéologique » contre le Japon depuis 1919. Tōjō termine son essai en déclarant que le Japon doit rester debout « et diffuser ses propres principes moraux dans le monde » alors que « la guerre culturelle et idéologique de la « voie impériale » est sur le point de commencer ».
Tōjō est nommé commandant de la 24e brigade d'infanterie de l'IJA en août 1934.
En 1935, Tōjō est promu colonel, à la tête de la kempeitai (la police de l'Armée) du Kantōgun (aussi connue sous le nom d'armée du Guandong) dans l'État fantoche de Mandchoukouo. En septembre 1935, Tōjō prend le commandement supérieur du Kempeitai de l'armée du Guandong en Mandchourie . Politiquement, il était nationaliste et militariste, et était surnommé « Rasoir » (カミソリ, Kamisori) , pour sa réputation d'avoir un esprit vif et légaliste, capable de prendre des décisions rapides. Tōjō était membre de la Tōseiha (« Faction de contrôle ») dans l'armée à laquelle s'opposait la faction plus radicale Kōdōha (« Voie Impériale »). Les factions étaient des groupes militaristes favorables à une politique d'expansionnisme à l'étranger et à une dictature sous l'empereur à l'intérieur, mais divergent sur la meilleure manière d'atteindre ces objectifs. La faction Contrôle, tout en étant disposée à recourir à l'assassinat pour atteindre ses objectifs, était plus disposée à travailler au sein du système pour réaliser des réformes ; voulaient créer un « État de défense nationale » pour mobiliser la nation entière avant d'entrer en guerre et, tout en ne rejetant pas l'idée de « l'esprit » comme facteur de victoire de la guerre, considéraient également la modernisation militaire comme un facteur de victoire de la guerre et les États-Unis comme futur ennemi au même titre que l’Union soviétique.
Lors de la tentative de coup d'État du 26 février 1936, Tōjō et Shigeru Honjō, un partisan reconnu de Sadao Araki, s'opposent tous deux aux rebelles associés à la faction rivale de la « Voie Impériale ». L'empereur Hirohito lui-même a été indigné par les attaques contre ses proches conseillers, et après une brève crise politique et un blocage de la part d'une armée sympathique, les rebelles sont contraints de se rendre. En tant que commandant du Kempeitai, Tōjō ordonne l'arrestation de tous les officiers de l'armée du Guandong soupçonnés d'avoir soutenu la tentative de coup d'État à Tokyo. Par la suite, la faction Tōseiha purge l'armée des officiers radicaux et les putschistes sont jugés et exécutés. Après la purge, les éléments de Tōseiha et de Kōdōha sont unifiés dans leur position nationaliste mais hautement antipolitique sous la bannière de la clique militaire de Tōseiha, qui comprenait Tōjō comme l'un de ses dirigeants.
Tōjō est promu chef d'état-major de l'armée du Guandong en 1937. Comme « l'Empire du Mandchoukouo » était, en réalité, une colonie japonaise, sauf le nom, les devoirs de l'armée du Guandong étaient tout aussi politiques que militaires. Au cours de cette période, Tōjō se rapproche de Yōsuke Matsuoka, le fougueux PDG ultra-nationaliste du chemin de fer de Mandchourie du Sud, l'une des plus grandes sociétés d'Asie à l'époque, et de Nobusuke Kishi, le vice-ministre de l'Industrie du Mandchoukouo, qui était l'homme de facto chargé de l'économie du Mandchoukouo. Bien que Tōjō considérait la préparation d'une guerre contre l'Union soviétique comme son premier devoir, Tōjō soutenait également la politique avancée dans le nord de la Chine, alors que les Japonais cherchaient à étendre leur influence en Chine. En tant que chef d'état-major, Tōjō était responsable des opérations militaires destinées à accroître la pénétration japonaise dans les régions frontalières de la Mongolie intérieure avec le Mandchoukouo. En juillet 1937, il dirige personnellement les unités de la 1re brigade mixte indépendante dans le cadre de l'opération Chahar, sa seule véritable expérience de combat.
Après l'incident du pont Marco Polo marquant le début de la Seconde Guerre sino-japonaise, Tōjō ordonne à ses forces d'attaquer la province du Hebei et d'autres cibles dans le nord de la Chine. Tōjō accueille des réfugiés Juifs conformément à la politique nationale japonaise et rejette les protestations allemandes nazies qui en ont résulté. Tōjō est rappelé au Japon en mai 1938 pour servir comme vice-ministre de la Guerre sous le ministre de l'Armée Seishirō Itagaki. De décembre 1938 à 1940, Tōjō est inspecteur général de l'aviation militaire.

## Montée au poste de Premier ministre

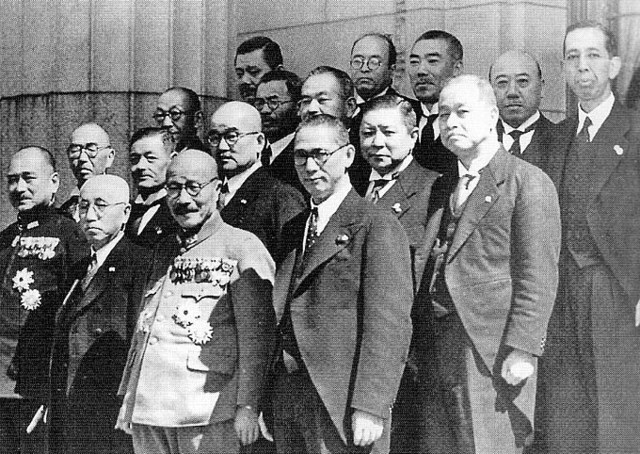
Cabinet de Hideki Tojo.

### Plaidoyer pour une guerre préventive
Le 1er juin 1940, l'empereur Hirohito nomme Kōichi Kido, l'un des principaux « bureaucrates réformateurs », seigneur gardien du sceau privé, faisant de lui le principal conseiller politique et fixateur de l'empereur. Kido avait contribué à la création dans les années 1930 d'une alliance entre les « bureaucrates réformateurs » et la faction « Contrôle » de l'armée centrée sur Tōjō et le général Mutō Akira. La nomination de Kido a également favorisé la montée de ses alliés dans la faction du Contrôle.
Comme nombre de militaires et de membres de la famille impériale, il était favorable à l'adhésion du Japon à l'Axe, aux côtés de l'Allemagne et l'Italie.
Pendant son séjour au ministère de l'Intérieur, Tōjō dirige la Keishichō (police de Tokyo). Nommé ministre de l'Armée en 1940 par Fumimaro Konoe, il resta à ce poste dans le troisième cabinet de Konoe. Après la démission de Konoe en 1941, Tōjō est nommé Premier ministre par l'empereur Hirohito, tout en demeurant ministre de l'Armée impériale japonaise.
Cependant, après une série de défaites, culminant avec la chute de Saipan, il est abandonné par ses partisans et remercié par Hirohito le 18 juillet 1944. Il se retire alors de la première liste de réserve et du gouvernement.

## Arrestation et procès
Après la capitulation sans condition du Japon en septembre 1945, le général américain Douglas MacArthur ordonne l'arrestation des criminels de guerre japonais présumés. Figurant sur cette liste, Tōjō est ainsi arrêté le 11 septembre 1945 dans sa maison de Setagaya, encerclée par la police militaire, accompagnée de journalistes et de photographes de presse. Au moment de l'assaut, Tōjō tente de se suicider, en se tirant une balle dans la poitrine, mais la balle rate le cœur et il est sauvé par les soldats américains venus l'arrêter. À l'hôpital, il reçoit une transfusion sanguine du sergent américain John Archinal.
Lors du procès de Tokyo, Tōjō déclare lors de son premier interrogatoire que « nul ne pouvait s'opposer à l'empereur », impliquant que seul Hirohito pouvait prendre des décisions telles que de bombarder Pearl Harbor ou mettre fin à la guerre. Après un ajournement de l'audition, Tōjō succombe aux pressions du procureur en chef Joseph Keenan et se rétracte, en affirmant faussement lors d'un second interrogatoire que son empereur avait toujours été un homme de paix.
Condamné pour crimes de guerre par le tribunal de Tokyo en 1948, il est pendu le 23 décembre 1948. Après avoir été incinéré, ses cendres ont été dispersées dans l’océan Pacifique.
La petite-fille de Hideki Tōjō, Yūko Tōjō, fut une ultranationaliste d'extrême droite et une femme politique. Elle défendait que la guerre menée par le Japon était un acte de légitime défense et que son grand-père fut injustement jugé en tant que criminel de guerre.

## Gouvernement de Tōjō
- Ministre Nobusuke Kishi.

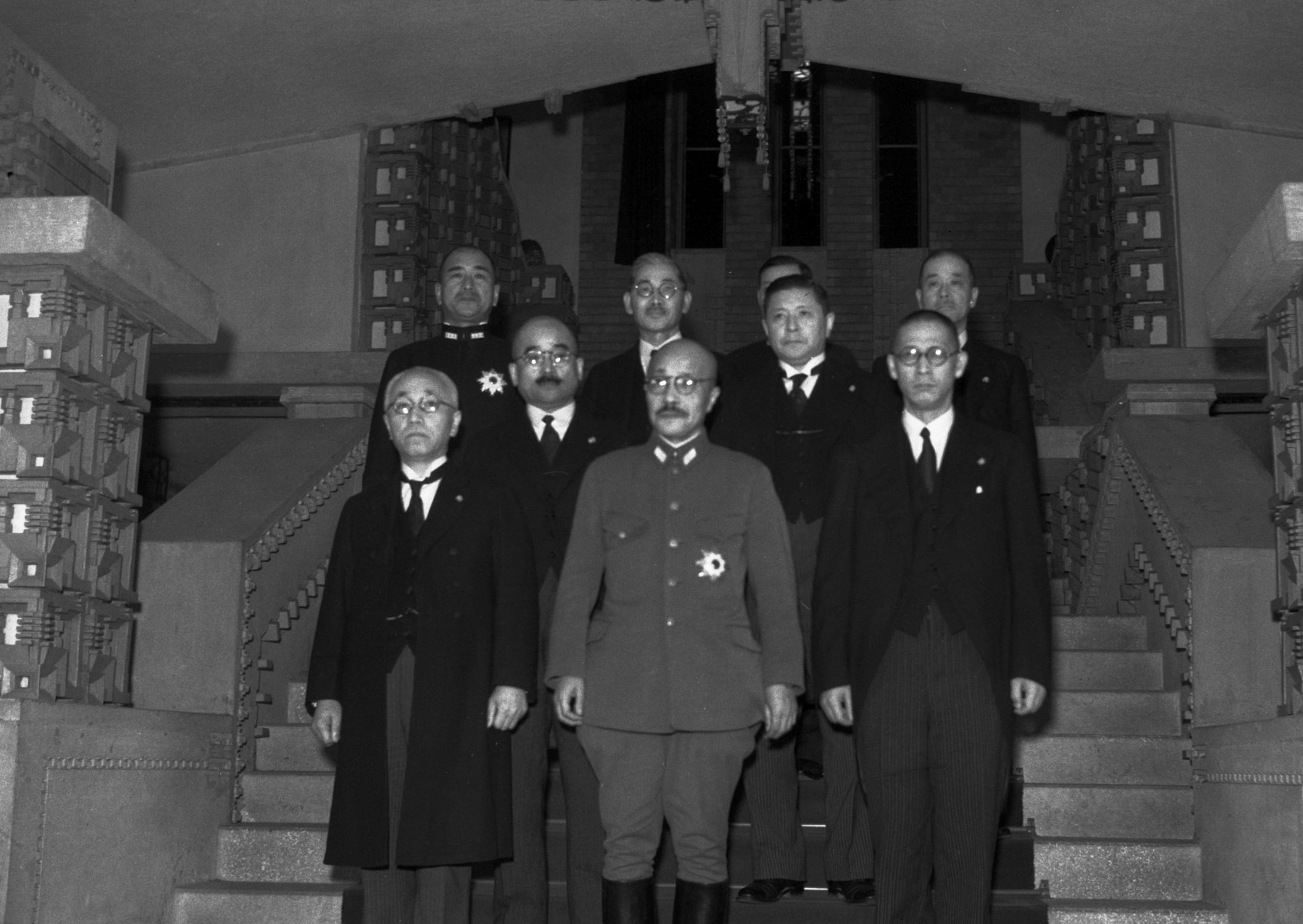
18 octobre 1941, le premier cabinet de Tōjō au terme de sa première réunion.
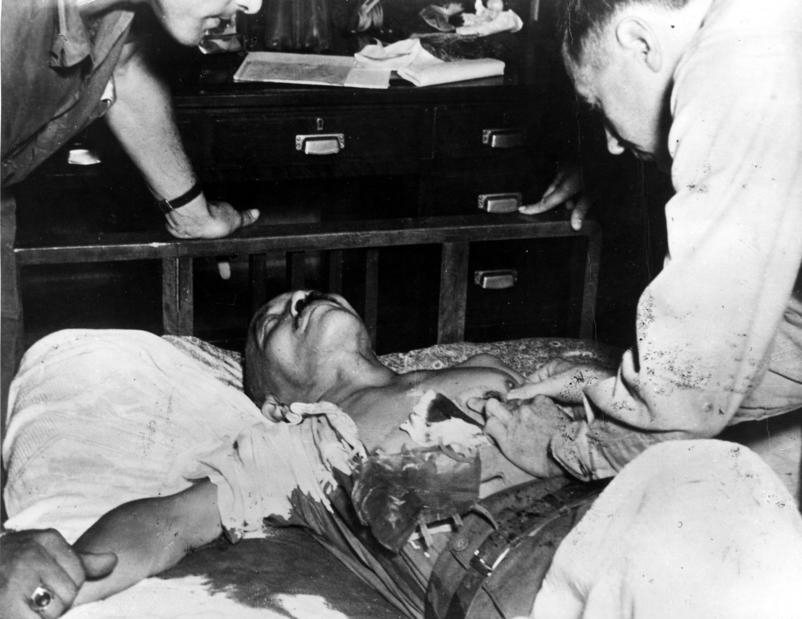
Tōjō soigné après sa tentative de suicide durant son arrestation.